# قائمة المواقع الأثرية في الأردن

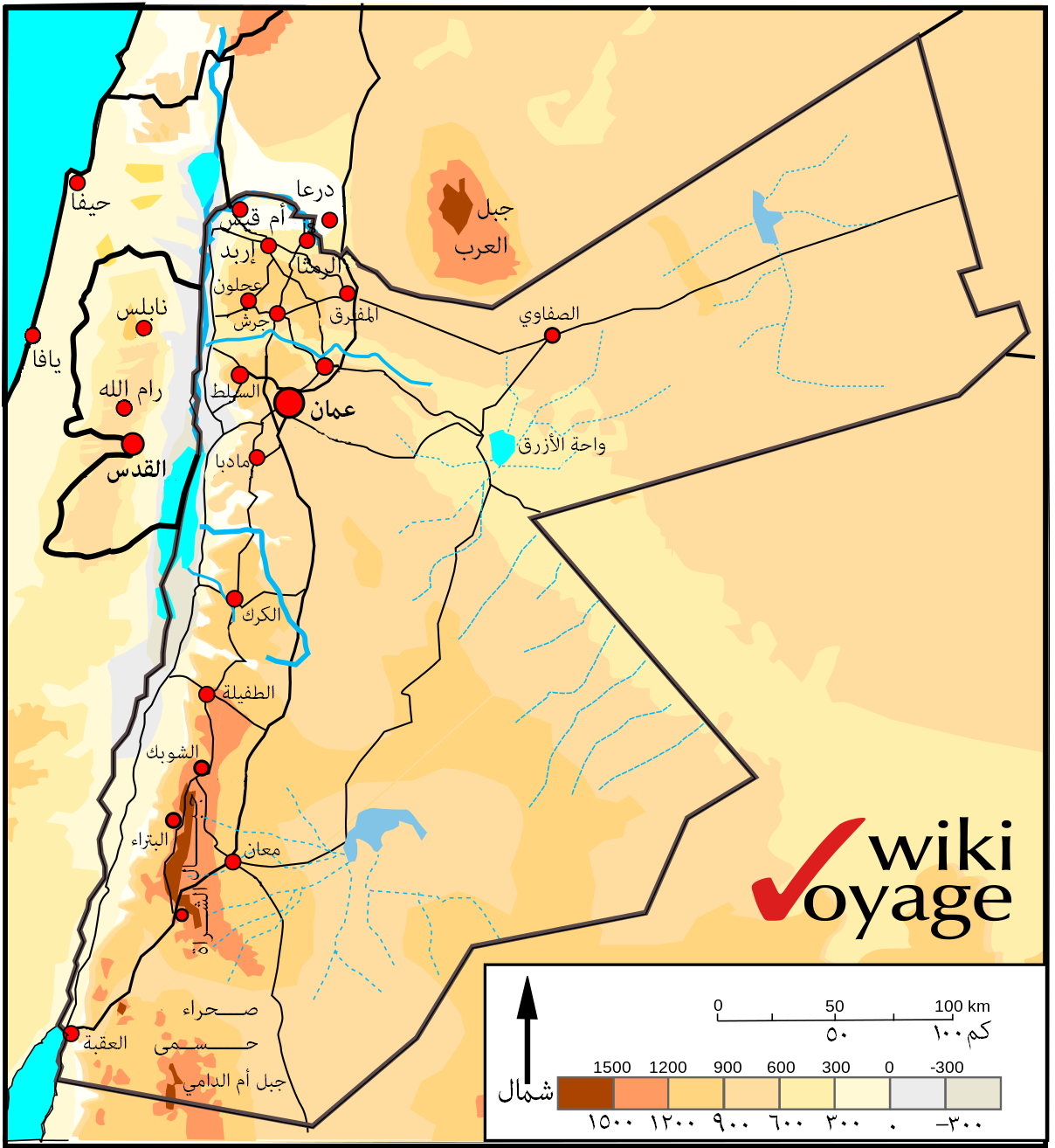
خارطة الأردن الجغرافية وأهم المراكز فيه.

تتناول هذه القائمة المواقع الأثرية المسجَّلة رسمياً لدى دائرة الآثار العامة التابعة لوزارة السياحة والآثار في الأردن.

## المواقع الأثرية

### محافظة إربد
تقع في محافظة إربد، شمال الأردن، المواقع الأثرية التالية:
| م           | الاسم                | الوصف                   | الموقع        | الإحداثيات  | صورة        | مراجع             |
| محافظة إربد | محافظة إربد          | محافظة إربد             | محافظة إربد   | محافظة إربد | محافظة إربد | محافظة إربد       |
| ----------- | -------------------- | ----------------------- | ------------- | ----------- | ----------- | ----------------- |
| 1           | بيت راس              | العصر الروماني          | بلدة بيت راس  |             |             | [ 1 ]             |
| 2           | أم قيس (جدارا)       | العصر اليوناني-الأموي   | بلدة أم قيس   |             |             | [ 2 ]             |
| 3           | قويلية أبيلا (أبيلا) | العصر اليوناني-البيزنطي | بلدة قويلية   |             |             |                   |
| 4           | وادي الريان          | العصر العثماني المبكر   | وادي الريان   |             |             |                   |
| 5           | ام طبقة فحل (بيلا)   | العصر اليوناني-الروماني | بلدة طبقة فحل |             |             | [ 3 ] [ 4 ] [ 5 ] |
| 6           | تل السعيدية          | العصر اليوناني-الروماني | محافظة إربد   |             |             |                   |

### محافظة البلقاء
تقع في محافظة البلقاء، وسط الأردن، المواقع الأثرية التالية:
| م              | الاسم                 | الوصف                                                 | الموقع         | الإحداثيات     | صورة           | مراجع          |
| محافظة البلقاء | محافظة البلقاء        | محافظة البلقاء                                        | محافظة البلقاء | محافظة البلقاء | محافظة البلقاء | محافظة البلقاء |
| -------------- | --------------------- | ----------------------------------------------------- | -------------- | -------------- | -------------- | -------------- |
| 1              | مساجد السلط           | مساجد و آثار اسلامية غير مرتبطة بتاريخ زمني           | محافظة البلقاء |                |                |                |
| 2              | معالم وسط مدينة السلط | معالم و عمارات أثرية ضمن مدينة السلط و محافظة البلقاء | محافظة البلقاء |                |                |                |
| 3              | المغطس                | العصر البيزنطي                                        | محافظة البلقاء |                |                |                |
| 4              | تليلات الغسول         | العصر الحجري الحديث-البونزي المبكر                    | محافظة البلقاء |                |                | [ 6 ] [ 7 ]    |
| 5              | تل دير علا            | العصر البرونزي المبكر-الحديد المتأخر                  | محافظة البلقاء |                |                |                |
| 6              | خربة الدير            | العصر البيزنطي-المملوكي                               | محافظة البلقاء |                |                |                |
| 7              | الجادور               | العصر البرونزي الوسيط-الإسلامي                        | محافظة البلقاء |                |                |                |

### محافظة جرش
تقع في محافظة جرش، شمال الأردن، المواقع الأثرية التالية:
| م          | الاسم         | الوصف                   | الموقع      | الإحداثيات | صورة       | مراجع              |
| محافظة جرش | محافظة جرش    | محافظة جرش              | محافظة جرش  | محافظة جرش | محافظة جرش | محافظة جرش         |
| ---------- | ------------- | ----------------------- | ----------- | ---------- | ---------- | ------------------ |
| 1          | جرش الأثرية   | العصر البرونزي-الروماني | محافظة جرش  |            |            | [ 8 ] [ 9 ] [ 10 ] |
| 2          | جرش الإسلامية | العصر الأموي            | محافظة جرش  |            |            | [ 8 ] [ 9 ] [ 10 ] |
| 3          | البركتين      | العصر الروماني-البيزنطي | بلدة قويلية |            |            |                    |

### محافظة الزرقاء
تقع في محافظة إربد، شرق الأردن، المواقع الأثرية التالية:
| م              | الاسم          | الوصف                 | الموقع          | الإحداثيات     | صورة           | مراجع                |
| محافظة الزرقاء | محافظة الزرقاء | محافظة الزرقاء        | محافظة الزرقاء  | محافظة الزرقاء | محافظة الزرقاء | محافظة الزرقاء       |
| -------------- | -------------- | --------------------- | --------------- | -------------- | -------------- | -------------------- |
| 1              | قصر الحلابات   | العصر الروماني-الأموي | الضليل الحلابات |                |                | [ 11 ] [ 12 ] [ 13 ] |
| 2              | قصر حمام الصرح | العصر الأموي          | بلدة أم قيس     |                |                | [ 14 ] [ 15 ] [ 16 ] |
| 3              | قصر عمرة       | العصر الأموي          | بلدة قويلية     |                |                | [ 17 ]               |
| 4              | قصر أسيخم      | العصر النبطي          | إربد            |                |                |                      |
| 5              | قلعة الأزرق    | العصر النبطي-المملوكي | إربد            |                |                |                      |

### محافظة الطفيلة
تقع في محافظة الطفيلة، جنوب الأردن، المواقع الأثرية التالية:
| م              | الاسم          | الوصف                  | الموقع         | الإحداثيات              | صورة           | مراجع          |
| محافظة الطفيلة | محافظة الطفيلة | محافظة الطفيلة         | محافظة الطفيلة | محافظة الطفيلة          | محافظة الطفيلة | محافظة الطفيلة |
| -------------- | -------------- | ---------------------- | -------------- | ----------------------- | -------------- | -------------- |
| 1              | قلعة الحسا     | العصر العثماني         | الطفيلة        |                         |                |                |
| 2              | قلعة الطفيلة   | العصر العثماني         | بلدة أم قيس    | geo:30.839313,35.602675 |                |                |
| 3              | خربة التنور    | العصر النبطي           | بلدة قويلية    | geo:30.968703,35.706499 |                |                |
| 4              | خربة الذريح    | العصر النبطي           | الطفيلة        |                         |                |                |
| 5              | غرندل          | العصر النبطي           | الطفيلة        |                         |                |                |
| 6              | بصيرا          | العصر الأدومي          | الطفيلة        |                         |                |                |
| 8              | وادي فينان     | العصر النحاسي-البيزنطي | الطفيلة        |                         |                |                |

### محافظة العاصمة
يقع في محافظة العاصمة، وسط الأردن، المواقع الأثرية التالية:
| م                            | الاسم                                | الوصف                                           | الموقع   | الإحداثيات              | صورة | مراجع |
| ---------------------------- | ------------------------------------ | ----------------------------------------------- | -------- | ----------------------- | ---- | ----- |
| 1                            | جبل القلعة                           | العصر العموني-الأموي                            | وسط عمّان |                         |      |       |
| 2                            | المدرج الروماني                      | العصر الروماني                                  | وسط عمّان |                         |      |       |
| 3                            | سبيل الحوريات                        | العصر الروماني                                  | وسط عمّان |                         |      |       |
| 4                            | الأوديوم                             | العصر الروماني                                  | وسط عمّان |                         |      |       |
| 5                            | النويجيس                             | العصر الروماني                                  | وسط عمّان |                         |      |       |
| 6                            | الرقيم                               | العصر البيزنطي-الإسلامي                         | وسط عمّان |                         |      |       |
| 7                            | رجم الملفوف                          | العصر العموني                                   | وسط عمّان |                         |      |       |
| 8                            | ضريح القويسمة                        | العصر الروماني                                  | وسط عمّان |                         |      |       |
| 9                            | قصر العبد (قصر عراق الأمير)          | العصر اليوناني                                  | وسط عمّان |                         |      |       |
| 10                           | قصر المشتى                           | العصر الأموي                                    | وسط عمّان | geo:31.7375,36.0103     |      |       |
| 11                           | أم الرصاص                            | العصر الروماني                                  | وسط عمّان |                         |      |       |
| 12                           | أم الوليد                            | العصر الروماني-الأموي                           | وسط عمّان |                         |      |       |
| 13                           | قصر القسطل                           | العصر الأموي                                    | وسط عمّان |                         |      |       |
| 14                           | قصر الخرانة                          | العصر الأموي                                    | وسط عمّان | geo:31.728889,36.462778 |      |       |
| معالم عامة حسب وزارة الاوقاف |                                      |                                                 |          |                         |      |       |
| 1                            | معالم عامة إسلامية حسب وزارة الاوقاف | معالم مدينة عمان الاسلامية حسب وزارة الاوقاف    | وسط عمّان |                         |      |       |
| 2                            | معالم عامة                           | معالم مدينة عمان التراثية حسب امانة عمان الكبرى | وسط عمّان |                         |      |       |

### محافظة عجلون
تقع في محافظة عجلون، شمال الأردن، المواقع الأثرية التالية:
| م            | الاسم                                 | الوصف          | الموقع       | الإحداثيات   | صورة         | مراجع        |
| محافظة عجلون | محافظة عجلون                          | محافظة عجلون   | محافظة عجلون | محافظة عجلون | محافظة عجلون | محافظة عجلون |
| ------------ | ------------------------------------- | -------------- | ------------ | ------------ | ------------ | ------------ |
| 1            | قلعة عجلون (قلعة الرَّبض أو صلاح الدين) | العصر الأيوبي  | عجلون        |              |              |              |
| 2            | البدية                                | العصر الأيوبي  | عجلون        |              |              |              |
| 3            | تل ما إلياس (أبيلا)                   | العصر البيزنطي | عجلون        |              |              |              |

### محافظة العقبة
تقع في محافظة العقبة، جنوب الأردن، المواقع الأثرية التالية:
| م             | الاسم         | الوصف                               | الموقع                    | الإحداثيات    | صورة          | مراجع         |
| محافظة العقبة | محافظة العقبة | محافظة العقبة                       | محافظة العقبة             | محافظة العقبة | محافظة العقبة | محافظة العقبة |
| ------------- | ------------- | ----------------------------------- | ------------------------- | ------------- | ------------- | ------------- |
| 1             | قلعة العقبة   | العصر المملوكي-العثماني             | وسط مدينة العقبة          |               |               |               |
| 2             | كنيسة العقبة  | العصر البيزنطي                      | وسط مدينة العقبة          |               |               |               |
| 3             | آيلة          | العصر الأموي-الإسلامي               | وسط مدينة العقبة          |               |               |               |
| 4             | المقص         | العصر الحجري الحديث-البرونزي المبكر | مدينة العقبة              |               |               |               |
| 5             | حجيرة الغزلان | العصر الحجري الحديث-النحاسي         | مدينة العقبة              |               |               |               |
| 6             | وادي رم       | العصر النبطي                        | مدينة العقبة              |               |               |               |
| 7             | الحميمة       | العصر النبطي                        | مدينة العقبة              |               |               |               |
| 8             | خربة الخالدي  | العصر النبطي                        | بالقرب من جمرك وادي اليتم |               |               |               |
| 9             | خربة كثارة    | العصر النبطي                        | بالقرب خربة الخالدي       |               |               |               |

### محافظة الكرك
تقع في محافظة الكرك، جنوب الأردن، المواقع الأثرية التالية:
| م                                            | الاسم                                        | الوصف                                        | الموقع                                       | الإحداثيات                                   | صورة                                         | مراجع                                        |
| المواقع الأثرية في محافظة الكرك، جنوب الأردن | المواقع الأثرية في محافظة الكرك، جنوب الأردن | المواقع الأثرية في محافظة الكرك، جنوب الأردن | المواقع الأثرية في محافظة الكرك، جنوب الأردن | المواقع الأثرية في محافظة الكرك، جنوب الأردن | المواقع الأثرية في محافظة الكرك، جنوب الأردن | المواقع الأثرية في محافظة الكرك، جنوب الأردن |
| -------------------------------------------- | -------------------------------------------- | -------------------------------------------- | -------------------------------------------- | -------------------------------------------- | -------------------------------------------- | -------------------------------------------- |
| 1                                            | قلعة الكرك                                   | العصر المؤابي-الأيوبي                        | الكرك                                        |                                              |                                              |                                              |
| 2                                            | الربة                                        | العصر المؤابي الروماني                       | الكرك                                        |                                              |                                              |                                              |
| 3                                            | معسكر اللجون                                 | العصر الروماني                               | الكرك                                        |                                              |                                              |                                              |
| 4                                            | قصر بشير                                     | العصر الروماني                               | الكرك                                        |                                              |                                              |                                              |
| 5                                            | القطرانة                                     | العصر الروماني                               | الكرك                                        |                                              |                                              |                                              |
| 6                                            | قلعة ضبعة                                    | العصر العثماني                               | الكرك                                        |                                              |                                              |                                              |
| 7                                            | طواحين السكر                                 | العصر الأيوبي-المملوكي                       | الكرك                                        |                                              |                                              |                                              |

### محافظة مادبا
تقع في محافظة مادبا، وسط الأردن، المواقع الأثرية التالية:
| م                                               | الاسم                                           | الوصف                                           | الموقع                                          | الإحداثيات                                      | صورة                                            | مراجع                                           |
| المواقع الأثرية تقع في محافظة مادبا، وسط الأردن | المواقع الأثرية تقع في محافظة مادبا، وسط الأردن | المواقع الأثرية تقع في محافظة مادبا، وسط الأردن | المواقع الأثرية تقع في محافظة مادبا، وسط الأردن | المواقع الأثرية تقع في محافظة مادبا، وسط الأردن | المواقع الأثرية تقع في محافظة مادبا، وسط الأردن | المواقع الأثرية تقع في محافظة مادبا، وسط الأردن |
| ----------------------------------------------- | ----------------------------------------------- | ----------------------------------------------- | ----------------------------------------------- | ----------------------------------------------- | ----------------------------------------------- | ----------------------------------------------- |
| 1                                               | جبل نبو                                         | العصر البرونزي-البيزنطي                         | محافظة مادبا                                    |                                                 |                                                 |                                                 |
| 2                                               | مكاور                                           | العصر الروماني-البيزنطي                         | محافظة مادبا                                    |                                                 |                                                 |                                                 |
| 3                                               | ماعين                                           | العصر المؤابي-البيزنطي                          | محافظة مادبا                                    |                                                 |                                                 |                                                 |
| 4                                               | المخيط                                          | العصر البيزنطي                                  | محافظة مادبا                                    |                                                 |                                                 |                                                 |
| 5                                               | اللاهون                                         | العصر البرونزي-العثماني                         | محافظة مادبا                                    |                                                 |                                                 |                                                 |
| 6                                               | ذيبان                                           | العصر النبطي-المملوكي                           | محافظة مادبا                                    |                                                 |                                                 |                                                 |

### محافظة المفرق
تقع في محافظة المفرق، شمال الأردن، المواقع الأثرية التالية:
| م                                                 | الاسم                                             | الوصف                                             | الموقع                                            | الإحداثيات                                        | صورة                                              | مراجع                                             |
| المواقع الأثرية تقع في محافظة المفرق، شمال الأردن | المواقع الأثرية تقع في محافظة المفرق، شمال الأردن | المواقع الأثرية تقع في محافظة المفرق، شمال الأردن | المواقع الأثرية تقع في محافظة المفرق، شمال الأردن | المواقع الأثرية تقع في محافظة المفرق، شمال الأردن | المواقع الأثرية تقع في محافظة المفرق، شمال الأردن | المواقع الأثرية تقع في محافظة المفرق، شمال الأردن |
| ------------------------------------------------- | ------------------------------------------------- | ------------------------------------------------- | ------------------------------------------------- | ------------------------------------------------- | ------------------------------------------------- | ------------------------------------------------- |
| 1                                                 | الفدين                                            | العصر البرونزي-البيزنطي                           | محافظة المفرق                                     |                                                   |                                                   |                                                   |
| 2                                                 | سما السرحان                                       | العصر البرونزي-الأموي                             | محافظة المفرق                                     |                                                   |                                                   |                                                   |
| 3                                                 | أم الجمال                                         | العصر النبطي-الروماني                             | محافظة المفرق                                     |                                                   |                                                   |                                                   |
| 4                                                 | رحاب                                              | العصر البرونزي-المملوكي                           | محافظة المفرق                                     |                                                   |                                                   |                                                   |
| 5                                                 | أم القطين                                         | العصر الحجري الحديث-البيزنطي                      | محافظة المفرق                                     |                                                   |                                                   |                                                   |
| 6                                                 | أم السرب                                          | العصر الحجري الحديث-الإسلامي                      | محافظة المفرق                                     |                                                   |                                                   |                                                   |
| 7                                                 | دير الكهف                                         | العصر النبطي-العثماني                             | محافظة المفرق                                     |                                                   |                                                   |                                                   |
| 8                                                 | قصر برقع                                          | العصر الروماني-الأموي                             | محافظة المفرق                                     |                                                   |                                                   |                                                   |

### محافظة معان
تقع في محافظة معان، شمال الأردن، المواقع الأثرية التالية:
| م                                                    | الاسم                                                | الوصف                                                | الموقع                                               | الإحداثيات                                           | صورة                                                 | مراجع                                                |
| المواقع الأثرية التي تقع في محافظة معان، شمال الأردن | المواقع الأثرية التي تقع في محافظة معان، شمال الأردن | المواقع الأثرية التي تقع في محافظة معان، شمال الأردن | المواقع الأثرية التي تقع في محافظة معان، شمال الأردن | المواقع الأثرية التي تقع في محافظة معان، شمال الأردن | المواقع الأثرية التي تقع في محافظة معان، شمال الأردن | المواقع الأثرية التي تقع في محافظة معان، شمال الأردن |
| ---------------------------------------------------- | ---------------------------------------------------- | ---------------------------------------------------- | ---------------------------------------------------- | ---------------------------------------------------- | ---------------------------------------------------- | ---------------------------------------------------- |
| 1                                                    | البتراء                                              | العصر النبطي-الروماني                                | محافظة معان                                          |                                                      |                                                      |                                                      |
| 2                                                    | قلعة الشوبك                                          | العصر الصليبي                                        | الشوبك، معان، الأردن                                 |                                                      |                                                      |                                                      |
| 3                                                    | قلعة الوعيرة                                         | الحملة الصليبية الثانية                              | معان، البتراء، الأردن                                |                                                      |                                                      |                                                      |
| 4                                                    | بسطة                                                 | العصر البرونزي-المملوكي                              | محافظة معان                                          |                                                      |                                                      |                                                      |
| 5                                                    | أم القطين                                            | العصر الحجري الحديث-البيزنطي                         | محافظة معان                                          |                                                      |                                                      |                                                      |
| 6                                                    | بيضا                                                 | العصر الحجري الحديث-النحاسي                          | محافظة معان                                          |                                                      |                                                      |                                                      |
| 7                                                    | قصر الملك عبد الله                                   | العصر الحديث                                         | معان                                                 |                                                      |                                                      |                                                      |
| 8                                                    | قلعة معان (السرايا)                                  | العصر العثماني                                       | معان                                                 |                                                      |                                                      |                                                      |
| 9                                                    | باير                                                 | العصر الحجري الحديث-العصر النبطي                     | محافظة معان                                          |                                                      |                                                      |                                                      |
| 10                                                   | عنيزة                                                | العصر العثماني                                       | محافظة معان                                          |                                                      |                                                      |                                                      |
| 11                                                   | جبل التحكيم                                          | العصر الروماني - صدر الإسلام                         | محافظة معان                                          |                                                      |                                                      |                                                      |